# Piano nobile

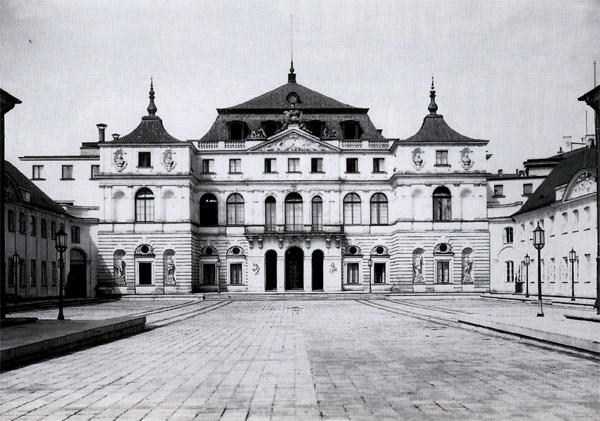
Pałac Brühla (zburzony) – wyróżnione piano nobile

Piano nobile (fr. bel étage) – kondygnacja mieszcząca pomieszczenia o charakterze reprezentacyjnym oraz pokoje mieszkalne właściciela, charakterystyczna dla architektury pałacowej okresu nowożytnego. Wejście na piano nobile prowadziło przez reprezentacyjną, paradną klatkę schodową. Najczęściej jest to pierwsze piętro budynku. Piano nobile zwykle jest wyższe od pozostałych kondygnacji, a na elewacji wyróżnia go bogatszy wystrój architektoniczny i rzeźbiarski. Okna są większe niż w pozostałych kondygnacjach budynku, często zastąpione przez okna typu porte-fenêtre. Pomieszczenia piano nobile posiadały również bogatszy wystrój (polichromie, sztukaterie, boazerie, marmurowe posadzki i inne) oraz szczególnie staranne dobierane meble.
Piano nobile występuje w epokach renesansu, baroku i klasycyzmu.